# Walnut Grove (Misuri)
Walnut Grove es una ciudad ubicada en el condado de Greene en el estado estadounidense de Misuri. En el Censo de 2010 tenía una población de 665 habitantes y una densidad poblacional de 413,46 personas por km².

## Geografía
Walnut Grove se encuentra ubicada en las coordenadas 37°24′40″N 93°32′53″O / 37.41111, -93.54806. Según la Oficina del Censo de los Estados Unidos, Walnut Grove tiene una superficie total de 1.61 km², de la cual 1.61 km² corresponden a tierra firme y (0%) 0 km² es agua.

## Demografía
Según el censo de 2010, había 665 personas residiendo en Walnut Grove. La densidad de población era de 413,46 hab./km². De los 665 habitantes, Walnut Grove estaba compuesto por el 97.59% blancos, el 0.15% eran afroamericanos, el 1.35% eran amerindios, el 0% eran asiáticos, el 0% eran isleños del Pacífico, el 0% eran de otras razas y el 0.9% pertenecían a dos o más razas. Del total de la población el 0.75% eran hispanos o latinos de cualquier raza.